# الاعتماد على السيارات

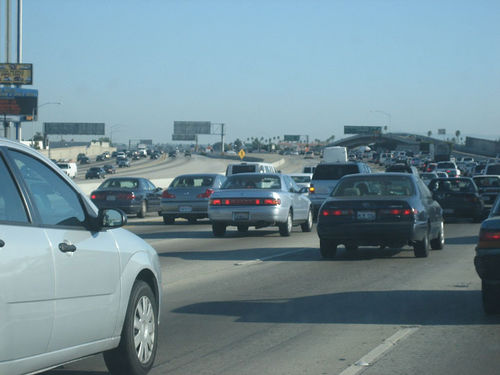
حركة السير في لوس أنجلوس

الاعتماد على السيارات هو مفهوم يشير إلى أن مخططات المدن تسببت في تفضيل الناس السيارات على الأشكال البديلة من وسائل النقل، مثل الدراجات والمواصلات العمومية والمشي على الأقدام.

## نظرة عامة
في العديد من المدن الحديثة، تكون السيارات ملائمة وضرورية في بعض الأحيان للتنقل بسهولة. عندما يتعلق الأمر باستخدام السيارات، يوجد تأثير متصاعد إذ ينتج عن الازدحام المروري «مطالبة» بطرق أكبر وإزالة «العوائق» أمام حركة المرور، مثل المشاة ومعابر إشارات المرور وإشارات المرور الضوئية وراكبي الدراجات، وأشكال مختلفة من وسائل النقل العام في الشوارع، مثل قطارات الترام.
تجعل هذه التدابير استخدام السيارات أكثر متعة وفائدة على حساب وسائل النقل الأخرى، ما يؤدي إلى زيادة تكدس حركة المرور. بالإضافة إلى ذلك، يؤمن التصميم العمراني للمدن احتياجات سائقي السيارات من ناحية الحركة والمساحة. فتُستبدل المباني بمواقف السيارات. وتُستبدل شوارع التسوق الواسعة بمراكز التسوق المغلقة. وتُستبدل البنوك ومحلات الوجبات السريعة ذات خدمة الدخول مشيًا على الأقدام بنسخ عنها ذات خدمة الدخول بالسيارة وبالتالي تكون غير مناسبة للمشاة. تُستبدل مراكز المدن التي تضم مزيجًا من الوظائف التجارية وأعمال البيع بالتجزئة وأساليب الترفيه بحدائق أعمال أحادية الوظيفة وصناديق البيع بالتجزئة «القاتلة للفئة» ومجمعات ترفيهية «متعددة»، تحيط بكل منها مساحات كبيرة لمواقف السيارات.
تتطلب هذه الأنواع من البيئات إمكانية وصول السيارات إليها، ما يؤدي إلى زيادة حركة المرور على الطرقات المتوسعة. يؤدي ذلك إلى الازدحام، وتستمر الدورة أعلاه. تصبح الطرق أكبر وأكبر، وتستهلك مساحات أكبر من الأراضي التي كانت سابقًا مخصصة للإسكان والتصنيع وغيرها من الأغراض الاجتماعية والاقتصادية النافعة. يصبح النقل العام نتيجةً لذلك غير ملائم للسكان ويتحول إلى وصمة اجتماعية، ويصبح في نهاية المطاف أقلية من بين وسائل النقل. تصبح  خيارات وحريات الناس في العيش حياة عملية محدودة جدًا دون استخدام السيارة. فهذه المدن تعتمد على السيارات.
يُعتبر الاعتماد على السيارات في المقام الأول قضية تتعلق بالاستدامة البيئية بسبب استهلاك الموارد غير المتجددة وإنتاج الغازات الدفيئة المسؤولة عن الاحتباس الحراري. يعد أيضًا مشكلة أمام الاستدامة الاجتماعية والثقافية. مثل الأحياء السكنية المسوّرة، تشكل السيارات الخاصة حاجزًا ماديًا بين الأشخاص وتقلل من فرص اللقاءات الاجتماعية العفوية التي تعد جانبًا مهمًا في تكوين رأس المال الاجتماعي والحفاظ عليه ضمن البيئات الحضرية.

## العوامل الخارجية السلبية للسيارات
وفقًا لدليل تقدير العوامل الخارجية في قطاع النقل الذي أعدته جامعة دلفت والذي يعد المرجع الرئيسي في الاتحاد الأوروبي لتقييم العوامل الخارجية للسيارات، تشمل العوامل الخارجية الرئيسية لقيادة السيارات:
- عوامل الازدحام والندرة
- عامل حوادث المرور
- عامل تلوث الهواء
- عامل التلوث الضوضائي
- عامل تغير المناخ
- عوامل الطبيعة والمناظر الطبيعية
- عامل تلوث المياه
- عامل تلوث التربة
- عامل الاعتماد على الطاقة

## معالجة المشكلة
توجد عدة أساليب في التخطيط والتصميم لمعالجة مشكلة الاعتماد على السيارات، منها حركة الحضرية الجديدة والتنمية الموجهة العابرة والنمو الذكي. تركز معظم هذه الأساليب على التصميم العمراني والكثافة العمرانية وتقسيم المدن إلى أراض. يقول الدكتور بول ميس، وهو أكاديمي سابق في مجال تخطيط النقل في جامعة ملبورن، أن الاستثمار في النقل العام الجيد والإدارة المركزية من قبل القطاع العام وملاءمة أولويات السياسة العامة كلها أكثر أهمية من قضايا الشكل العمراني والكثافة العمرانية.
بطبيعة الحال، يوجد الكثير ممن يعارضون الأفكار المعقدة المتعلقة بهذا الموضوع، لا سيما العلاقات بين الكثافة العمرانية وعمليات النقل، أو طبيعة البدائل الحيوية للسيارات والتي تؤمن نفس الدرجة من المرونة والسرعة. توجد أيضًا أبحاث حول مستقبل السيارات بحد ذاتها من ناحية الاستخدام المشترك وخفض حجمها وإدارة الطرقات وإيجاد مصادر أكثر استدامة للوقود.
تعد مشاركة السيارات إحدى أمثلة حلول مشكلة الاعتماد على السيارات. أظهرت الأبحاث أنه في الولايات المتحدة، أدت الخدمات التي قدمتها شركات مثل زيبكار إلى خفض الطلب بنحو 500000 سيارة. في الدول النامية، كررت شركات مثل إيهاي وكاروت وزازكار وزوم نموذج أعمال زيبكار أو عدلت عليها لتحسين النقل الحضري وتزويد جمهور أوسع بإمكانية تحصيل فوائد السيارات وتوفير التواصل بين وسائل النقل العام ووجهة الفرد. تقلل مشاركة السيارات أيضًا من ملكية السيارات الخاصة.

## التمدد العمراني والنمو الذكي
لعدة عقود، حدثت نزاعات حول ما إذا كان النمو الذكي يقلل أو يملك القدرة على تقليل مشاكل الاعتماد على السيارات المرتبطة بالتمدد العمراني. قارنت دراسة أجراها بيتر نيومان وجيف كينورثي في عام 1989 بين 32 مدينة في أمريكا الشمالية وأستراليا وأوروبا وآسيا. تعرضت الدراسة لانتقادات بسبب المنهجية التي اتبعتها، لكن النتيجة الرئيسية، وهي أن المدن ذات الكثافة السكانية الأعلى وخاصةً في آسيا، تعتمد على السيارات بشكل أقل من المدن ذات التمدد العمراني، خاصةً في أمريكا الشمالية، كانت مقبولة إلى حد كبير، لكن تكون العلاقة بين القارات أوضح مما هي عليه بين البلدان التي تكون فيها الظروف أكثر تشابهاً.
داخل المدن، أظهرت دراسات جرت في العديد من البلدان (بشكل رئيسي في الدول المتقدمة) أن المناطق الحضرية ذات الكثافة السكانية الأعلى والتي تتميز باستخدام أكبر للأراضي وتكون فيها أنظمة النقل العام أفضل، يكون استخدام السيارات فيها أقل من المناطق السكنية في الضواحي والضواحي الخارجية للمدن ذات الكثافة السكانية الأخفض. تحصل النتيجة نفسها حتى بعد ضبط العوامل الاجتماعية والاقتصادية مثل الاختلافات في تكوين الأُسر والدخل.
هذا لا يعني بالضرورة أن التمدد العمراني يسبب زيادة استخدام السيارات. أحد العوامل المربكة، والتي كانت موضوع العديد من الدراسات، هو الاختيار الذاتي للسكن: يميل الأشخاص الذين يفضلون قيادة السيارات إلى الانتقال إلى الضواحي منخفضة الكثافة السكانية، بينما يميل الأشخاص الذين يفضلون المشي أو ركوب الدراجة الهوائية أو استخدام وسائل النقل العامة إلى الانتقال إلى المناطق الحضرية ذات الكثافة السكانية العالية، التي تكون فيها وسائل النقل العام أفضل. وجدت بعض الدراسات أنه عندما تكون عملية الاختيار الذاتي مضبوطة، لا يكون للبيئة الحضرية أثر كبير على سفر الأفراد. رفضت الدراسات الحديثة التي تستخدم منهجيات أكثر تطوراً عمومًا هذه النتائج: يمكن للكثافة واستخدام الأراضي وإمكانية استخدام وسائل النقل العام أن تؤثر على سلوك سفر الأفراد، على الرغم من أن العوامل الاجتماعية والاقتصادية، وخاصةً دخل الأسرة، يكون لها أثر أقوى عادةً.

## مفارقة التكثيف
أثناء مراجعة الأدلة على التكثيف الحضري والنمو الذكي وتأثيرها على استخدام السيارات، وجد ميليا وآخرون (2011) أدلة تدعم حجج كل من مؤيدي ومعارضي النمو الذكي. تؤدي سياسات التخطيط التي تزيد من الكثافة السكانية في المناطق الحضرية إلى الحد من استخدام السيارات، ولكن التأثير يكون ضعيفًا، وبالتالي فإن مضاعفة الكثافة السكانية لمنطقة معينة لن يخفض تواتر أو مدى استخدام السيارات إلى النصف.
أدت هذه النتائج إلى اقتراح مفارقة التكثيف:
- مع تساوي كل الشروط الأخرى، سيقلل التكثيف الحضري الذي يزيد من الكثافة السكانية من استخدام الأفراد للسيارات، وستنعكس نتائجه الإيجابية على البيئة العالمية، لكنه سيزيد أيضًا من تركيز حركة السيارات، ما يؤدي إلى أذية البيئة المحلية في تلك المواقع.

على مستوى المدينة، ومن خلال مجموعة من التدابير الإيجابية، يمكن مواجهة زيادة حركة المرور والازدحام التي قد تنتج عن زيادة الكثافة السكانية: تعد مدينة فرايبورغ في ألمانيا مثال على المدن التي نجحت في تقليل الاعتماد على السيارات والحد من زيادة حركة المرور على الرغم من الزيادات الكبيرة في الكثافة السكانية.
بحثت هذه الدراسة أيضًا في الآثار المحلية للبناء في المدن ذات الكثافة السكانية المرتفعة. على مستوى الحي أو التنمية الفردية، عادةً ما تكون التدابير الإيجابية (مثل تحسين وسائل النقل العام) غير كافية لمواجهة زيادة حركة المرور الناتجة عن زيادة الكثافة السكانية. يبقي ذلك صانعي السياسات أمام أربع خيارات: التكثيف الحضري وتقبل العواقب المحلية، التمدد العمراني وتقبل العواقب الأوسع، حل وسط بين الخيارين، أو التكثيف الحضري المصحوب بتدابير جذرية مثل وضع قيود على مواقف السيارات وإغلاق الطرق أمام الممرات الخاصة لعبور المشاة.